# Gregory Infante
Gregory Alexander Infante (né le 10 juillet 1987 à Caracas, Venezuela) est un lanceur droitier de baseball. Il a joué dans les Ligues majeures pour les White Sox de Chicago durant la saison 2010.

## Carrière
Gregory Infante signe avec les White Sox de Chicago en 2006. Il fait ses débuts dans les Ligues majeures de baseball avec cette équipe le 7 septembre 2010 comme lanceur de relève. Il apparaît dans 5 matchs des White Sox durant la saison 2010, n'accordant aucun point en 4 manches et deux tiers lancées. Il joue par la suite deux autres saisons entières dans les ligues mineures avec des clubs affiliés aux White Sox, sans être rappelé par l'équipe de Chicago. Il joue par la suite en ligues mineures dans l'organisation des Dodgers de Los Angeles (2013) et des Blue Jays de Toronto (2014 et 2015) avant d'être invité au camp d'entraînement du printemps 2016 des Phillies de Philadelphie.

## Statistiques
| Saison | Équipe     | G  | GS | CG | SHO | V | D | SV | IP   | SO | ERA  |
| ------ | ---------- | -- | -- | -- | --- | - | - | -- | ---- | -- | ---- |
| 2010   | Chicago WS | 5  | 0  | 0  | 0   | 0 | 0 | 0  | 5.2  | 5  | 0,00 |
| 2017   | Chicago WS | 52 | 0  | 0  | 0   | 2 | 1 | 0  | 54.2 | 49 | 3,13 |
| 2018   | Chicago WS | 10 | 0  | 0  | 0   | 1 | 1 | 0  | 9.0  | 6  | 8,00 |
| Totaux | Totaux     | 67 | 0  | 0  | 0   | 3 | 2 | 0  | 68.1 | 60 | 3,56 |

Note : G = Matches joués ; GS = Matches comme lanceur partant ; CG = Matches complets ; SHO = Blanchissages ; 
V = Victoires ; D = Défaites ; SV = Sauvetages ; IP = Manches lancées ; SO = Retraits sur des prises ; ERA = Moyenne de points mérités.